# Diecezja Tarazona
Diecezja Tarazona, łac. Dioecesis Turiasonensis – diecezja Kościoła rzymskokatolickiego w Hiszpanii. Należy do metropolii saragosskiej. Została erygowana w V w.